# Zpěv vzdálené Země
Zpěv vzdálené Země je vědeckofantastický román britského spisovatele Arthura C. Clarka vydaný v roce 1986. V anglickém originále se kniha jmenuje The Songs of Distant Earth. Dílo je přepracováním stejnojmenné povídky (v češtině má mírně odlišný název „Zpěvy vzdálené Země“).
Příběh začíná zásadním vědeckým odhalením - objevem neutrin. Nepatrných částic však přichází ze Slunce mnohem méně, než by podle propočtů mělo. Tento fakt vědce dovede k jistotě, že se Slunce brzy změní v novu a pohltí celou svou planetární soustavu včetně Země.
V románu se objevuje také idea orbitálního výtahu a částečná parafráze příběhu o vzpouře na lodi Bounty. Zaznívá zde i kritika církví a náboženských sekt, nikoli samotné víry.
Kniha vyšla poprvé česky v nakladatelství Bonus press v roce 1993 .

## Námět
Vědci zjistí, že během několika století se Slunce přemění v novu, což povede k zániku Země i celé Sluneční soustavy. Lidstvo se začíná připravovat k exodu, buduje obrovské kosmické lodě, které nesou mnoho hibernovaných lidí a embryí k nedalekým hvězdám a jejich planetám. Většina Pozemšťanů zkáze neunikne, osídlovací lodě ale dopraví svůj náklad k několika vybraným planetám. Část posádky poslední unikající lodi jménem Magellan je svědkem zničení Sluneční soustavy. Jejich cílem je planeta Sagan-2, avšak během dlouhého letu musí zastavit na již dříve osídlené planetě Thalassa, aby zde vyrobili ledové bloky pro čelní štít kosmické lodi. Potomci kolonistů jsou přátelští a posádku vítají. Tato neočekávaná návštěva však změní osudy několika lidí na Thalasse i na palubě Magellanu.

## Historie románu
První verzí tohoto románu byla stejnojmenná povídka (anglicky „The Songs of Distant Earth“, v češtině má mírně odlišný název od románu - jmenuje se „Zpěvy vzdálené Země“) o 12 500 slovech napsaná mezi únorem a dubnem 1957. Arthur C. Clarke ji publikoval v červnu 1958 v americkém časopisu If a následně v britském Science Fantasy v červnu 1959. Roku 1979 toto téma autor přepracoval do filmové synopse, která vyšla v časopisu Omni (č. 12, 1980). Tento román je třetí a poslední verzí tématu a autor jej začal psát v květnu 1983 a dokončil v červnu 1985.

## Obsah knihy
Román je rozčleněn do 9 částí, které jsou dále rozděleny do celkem 57 kapitol.
| I. Thalassa00 - 1. Pláž u Tarny - 2. Malá neutrální zóna - 3. Obecní rada - 4. Zvonění na poplach - 5. Noční jízda | II. Magellan00 - 6. Přistávací manévr - 7. Vládci posledních dnů - 8. Hledání ztracené lásky - 9. Hledání hyperprostoru | III. Jižní ostrov00 - 10. První kontakt - 11. Delegace - 12. Odkaz - 13. Komise - 14. Mirissa - 15. Terra Nova - 16. Zábava na večírku - 17. Rozkaz - 18. Kumar - 19. Krásná Polly - 20. Idyla | IV. Krakan00 - 21. Akademie - 22. Krakan - 23. Den ledu - 24. Archív - 25. Škorpión - 26. Zvedání vločky - 27. Zrcadlo minulosti - 28. Podmořský les - 29. Sabrové - 30. Krakanovo dítko | V. Syndrom Bounty - 31. Petice - 32. Nemocnice - 33. Slapové síly - 34. Vnitřní spojovací okruh - 35. Rekonvalescence - 36. Kilimandžáro - 37. In vino veritas - 38. Rozprava - 39. Leopard ve věčném sněhu - 40. Konflikt - 41. Rozhovor v objetí - 42. Ten, který zůstal naživu - 43. Výslech |

| VI. Podmořské lesy00 - 44. Automatický vyzvědač - 45. Návnada - 46. Bohové na dva způsoby | VII. Když jiskry vzhůru stoupají00 - 47. Nanebevzetí - 48. Rozhodnutí - 49. Oheň na útesu | VIII. Zpěv vzdálené Země00 - 50. Ledový štít - 51. Relikvie - 52. Zpěv vzdálené Země - 53. Zlatá maska - 54. Rozloučení - 55. Odlet - 56. Pod předělem mezi světy | IX. Sagan 2 - 57. Zpěv času |

## Děj románu
Když vědci zjistili, že se Slunce přemění během několika století v novu a pohltí Zemi, začaly se stavět osídlovací lodě, které měly dopravit kolonisty k planetám blízkých hvězd. Jednou z úspěšně terraformovaných planet je i Thalassa, svět téměř celý pokrytý oceánem. Obyvatelé zde po prvních hektických desetiletích vytvořili klidnou společnost, která prodělává stagnaci. Bouřlivější časy nastávají teprve dnem příletu poslední kosmické lodi ze Země – Magellanu.
Posádka Magellanu byla přímým svědkem zániku Sluneční soustavy, když se vzdalovala od explodujícího Slunce. Její členové mohli pozorovat výbuchy sopek na Marsu po miliardě let, krátký okamžik, kdy hustá atmosféra Venuše vyvála do kosmu a odhalila její povrch, explozi plynných obrů a zkázu Země. Cílem expedice je planeta Sagan 2, ale než k ní výprava doletí, potřebuje obnovit štít chránící loď před drobnými kosmickými částicemi. K tomu účelu se výborně hodí mořská planeta Thalassa.
Setkání je vstřícné, primátorka sídla Tarny na Jižním ostrově Helga Waldronová přislíbí pomoc. Moses Kaldor s korvetním kapitánem Lorenem Lorensonem mohou být spokojeni, na Jižním ostrově se vybuduje mrazicí továrna na výrobu ledu, který slouží jako štít. V plánu je výroba 1 velkého kvádru ledu denně, jenž se vždy o půlnoci bude dopravovat orbitálním výtahem na oběžnou dráhu, kde bude probíhat montáž. Výprava se zde zdrží přibližně 2 roky, než bude ledový štít zkompletován.
Pro Lassany (jak se obyvatelé Thalassy nazývají) je mezipřistání velkou událostí, která zpestřila jejich poklidné tempo. Probíhají četné večírky a slavnosti, během jednoho z nich dokonce prezident Edgar Farradine nabídne hostům účast na olympijských hrách. Ačkoli posádka kosmické lodi nechce příliš narušovat místní kolorit, přesto se nelze vyhnout vzájemným vlivům. K vybudování továrny je určena opuštěná zátoka na jižním ostrově, kde roboti zbudují i panelovou vesnici pro dočasné obyvatele.
Místní šéftechnik Brant se zajímá o výbavu návštěvníků. Jeho partnerka Mirissa se zahledí do korvetního kapitána Lorena Lorensena a jejich tajný vztah vyjde posléze najevo. Společnost je poměrně tolerantní a Loren se dočasně přestěhuje k ní domů, přičemž Brant se odstěhuje na Severní ostrov. Přesto dokáže s Lorensenem vycházet. Branta znepokojují poškozené sítě a další součásti podmořských zařízení. Neví, kdo nebo co je poškozuje. Odpověď dostane poté, co se do nádrže mrazicí továrny dostane velký mořský korýš. Je vypravena expedice, která pomocí sondy zjistí v moři rozvíjející se komunitu těchto tvorů, kteří vykazují jistou inteligenci. Dokáží využívat některé předměty a udržují společenskou hierarchii.
Během expedice exploduje jeden z menších vulkánů, jenž vyvolá vlnu tsunami. Loren Lorensen je smeten z paluby výzkumného plavidla do moře, kde se zamotá do lana a téměř se utopí. Život mu zachrání Kumar Leonidas, mladší bratr Mirissy.
Kapitán Sirdar Bey souhlasí s návrhem vyhovět požadavku Lassanů opravit antény na nejvyšším bodě pevniny – sopce Krakan na Východním ostrově. Taktéž jim po konzultaci s Mosesem Kaldorem poskytne veškeré informace z lodního archívu, které si Lassané vyžádají. Poslední objevy pozemských věd jim v budoucnu mohou pomoci v pokroku.
Pokračuje zvedání ledových bloků a jejich montáž do štítu. Operátor orbitálního výtahu Owen Fletcher plánuje dezerci, případně sabotáž, aby Magellan ukončil pouť zde na Thalasse. Pro své záměry získá ještě několik dalších členů posádky, ale skupina je odhalena. Kapitán nechá hlasovat o možnosti zůstat zde, drtivá většina posádky si je vědoma cílů mise a hlasuje pro odlet. Fletcher a jeho komplicové jsou ponecháni na Thalasse.
Během zvedání bloků dojde k nehodě. Kumar bere v noci svou dívku k orbitálnímu výtahu, aby jí ukázal tuto technickou vymoženost. Prochází se po ledovém bloku, když vtom se aktivuje výtah a vynáší jej i s blokem ledu do kosmického prostoru, kde Kumar umírá.
Kompletace nového štítu Magellana je u konce, odlet se blíží. Probíhají závěrečné ceremoniály. Loren Lorensen díky povolení kapitána vezme Mirissu na prohlídku kosmické lodi. Nerad ji opouští, Mirissa čeká jeho dítě, ale Loren si je vědom, že je před ním ještě nesplněný úkol. Až se za 200 let probere z hibernace, aby se účastnil kolonizace Saganu 2, bude jej tížit vědomí, že dívka, kterou ještě před chvílí svíral v náručí, je dávno mrtvá. A s ní i jejich dítě, jehož obraz k němu doputuje přes propast staletí. Bude to pozdrav, na který nikdy nebude moci odpovědět.
| „                                       | Otázka: Proč je tu vesmír? Odpověď: Kde jinde by měl být? | “ |
| — Arthur C. Clarke – Zpěv vzdálené Země |                                                           |   |

## Prostředí

### Postavy
Posádka kosmické lodi Magellan
- Anne Varleyová - astronomka, vědecká pracovnice.
- Joan LeRoyová - tajemnice kapitána, odbornice v oboru informatiky.
- Karl Bosley - poručík.
- Kingsley Rasmusen
- Kitani - žena Lorena Lorensena.
- Loren Lorenson - korvetní kapitán, zamiluje se do Mirissy.
- Malina - zástupce kapitána.
- Marcus Steiner - vyšetřovatel.
- Mary Newtonová - lodní šéflékařka
- Moses Kaldor - diplomat.
- Owen Fletcher - poručík, operátor orbitálního výtahu zvedajícího ledové bloky na oběžnou dráhu. Stojí v čele skupiny, která požaduje ukončení letu již na Thalasse.
- Ranjit Wilson - poručík.
- Raymond Elgar - strojní a spojový inženýr.
- Rocklynn - korvetní kapitán.
- Sirdar Bey - kapitán kosmické lodi Magellan.
- Werner Ng - poručík.
- William Horton - spojový technik.

Obyvatelé Thalassy
- Bergman - ministerský předseda.
- Brant Falconer - partner Mirissy, technik šéfinženýr Tarny.
- Carina - jedna z dívek Kumara.
- Crystal - dcera prezidenta Farradine.
- Derek Winslade - historik, člen Thalasské akademie věd.
- Doreen Changová - reportérka Thalasské televizní společnosti.
- Edgar Farradine - prezident planety.
- Helga Waldronová - primátorka Tarny.
- Charles Simmons - člen obecní rady Tarny.
- Kumar Leonidas - mladší bratr Mirissy, miluje moře.
- Lal Leonidas - otec Kumara a Mirissy.
- Mirissa Leonidasová - sestra Kumara a partnerka Branta Falconera, zamiluje se do Lorena Lorensena. Její rodina spravovala po 5 generací thalasský archív.
- Nikri Leonidasová - matka Kumara a Mirissy.
- Rose Killanová - thalasská žena, má poměr s Karlem Bosleyem.

### Planeta Thalassa
Historie
Thalassa byla osídlena pomocí kosmické lodi - modulu Mark 3A, jenž obsahoval 50 000 jednotek. Zemi opustil v roce 2751, na Thalasse přistál roku 3109. Kolonizace byla úspěšná, lidé postavili vysílač s dalekým dosahem, jehož relaci Země zachytila o 160 let později. Vysílání pokračovalo dalších 200 let, než jej ukončila exploze vulkánu Krakan, která vysílač zničila. Vysílač nebyl znovu uveden do provozu a Země se domnívala, že kolonie byla zcela zničena nebo zdegenerovala do primitivní společnosti.
Geografie
Planeta Thalassa je téměř celá pokryta oceánem. Jsou zde pouze tři blízké ostrovy - Jižní, Severní a Východní.
Na Jižním ostrově se nachází místo prvního přistání osídlovací lodě ze Země, je zde památník. Místní sídlo se jmenuje Tarna a má 560 obyvatel (v roce 718 thalasského letopočtu). Severní ostrov je taktéž obydlený. Nejvzdálenější konce obou ostrovů dělí od sebe pouze 300 km. Východní ostrov tvoří sopka Krakan, jejíž exploze zničila vysílač zajišťující spojení se Zemí. Jsou zde instalovány další telekomunikační systémy pro místní sítě.
Thalasský střední sluneční den je 29,4325 pozemského dne. Thalasský siderický rok obsahuje 313,1561 thalasských dnů a je rozdělen do 11 měsíců po 28 dnech. Z kalendáře je vypuštěn leden a 5 zbývajících dnů (které doplňují počet na 313 dní) je připojeno za poslední 28. den v prosinci. Přestupný den je v každém šestém roku. 
Obyvatelé a společnost
Vzhledem k malému podílu souše na celkovém povrchu planety je zde kontrolovaná porodnost. Obyvatelé sami sebe nazývají Lassany. Populace je dostatečně vzdělaná. Volba prezidenta probíhá losováním mezi jednotlivými občany, počítač vybere náhodně jednoho z nich. Existuje několik kritérií, které nástup do úřadu znemožní:
- věk pod 30 nebo nad 70 let
- nevyléčitelná choroba
- duševní porucha
- spáchání těžkého zločinu
- úmysl získat funkci

Není zde žádné náboženství, protože archivy většiny osídlovacích lodí (s výjimkou přibližně tuctu lodí, které vyslaly některé náboženské frakce) záměrně neobsahovaly nic ve spojitosti s religiozitou, aby bylo možné vytvořit bezkonfliktní společnosti. Lassané neznají klení, jediným jejich používaným zaklením je „Do Krakana!“, jenž má úzkou souvislost s výbuchem místního vulkánu v minulosti. Vzhledem k nízké populaci se mnozí obyvatelé znají navzájem.
V komplexu Místa prvního přistání (osídlovací lodi) na Jižním ostrově se nachází thalasská knihovna. Planetární knihovna obsahuje (v roce 718 thalasského letopočtu) téměř 1 000 000 000 knih (645 Terabyte, z nichž 640 TB bylo v původním archivu osídlovací lodi). Na Severním ostrově se nachází Laboratoř pro výzkum moře, Termonukleární elektrárna a Ústřední replikátor.

### Kosmická loď Magellan
Kosmická loď je pojmenována po portugalském mořeplavci Fernão de Magalhãesovi (latinsky Ferdinand Magellan). Je poslední zkonstruovanou a nejdokonalejší osídlovací lodí, která se může pohybovat teoreticky až rychlostí světla. Prakticky už při 1/5 rychlosti světla nastávají komplikace s mezihvězdným prachem a plynem, jejichž atomy devastují ledový štít ve tvaru kuželu. Magellan samotný je přibližně ve tvaru válce dlouhého 4 km o průměru 1 km. Loď je vybavena kvantovým pohonem, který čerpá energii z okolního prostoru, součástí výbavy jsou i výkonné lasery. V hibernaci spí 900 000 lidí, pouze malá část posádky byla probuzena pro misi na Thalasse.

### Chronologický přehled událostí
(pro Zemi uváděn v pozemském letopočtu, pro Thalassu a Sagan 2 v pozemském i thalasském letopočtu)
Země
- 1956 objev neutrina
- 1967 zjištění anomálie v počtu neutrin ze Slunce
- 2100 potvrzeno, že se Slunce změní v novu
- 2200 interstelární sondy
- 2300 plán vypouštění automatických osídlovacích kosmických lodí
- 2400 program osídlování zahájen
- 2553 první start osídlovací lodi s embryi, míří k planetě Pasadena (hvězda Alfa Centauri A)[6]
- 2700 opuštění nedokonalé techniky zmrazených embryí, start kosmických lodí s kódy DNA [6]
- 2751 automatická osídlovací loď Mark 3A startuje k planetě Thalassa
- 2999 poslední tisíciletí
- 3000 odhalení vhodných planetárních systémů pro kolonizaci do vzdálenosti 500 světelných let [6]
- 3100 - 3620 Vládci posledních dní
- 3109 přistání kosmické lodi Mark 3A na Thalasse
- 3500 vynalezen kvantový pohon
- 3600 závěrečný exodus
- 3617 zahájena stavba poslední kosmické lodi Magellan
- 3620 zánik Země

Thalassa
- 3109 / 0 první přistání
- 3118 / 9 přes Jižní ostrov se přehnal hurikán
- 3209 / 100 Zrození národa
- 3309 / 200 kontakt se Zemí
- 3409 / 300 výbuch sopky Krakan, kontakt ztracen
- 3509 / 400 roky stagnace
- 3827 / 718 přílet Magellanu
- 3829 / 720 odlet Magellanu

Sagan 2
- 4135 / 1026 přílet Magellanu na Sagan 2